# M/T Tin Ujević
M/T Tin Ujević je trajekt za lokalne linije, u sastavu flote hrvatskog brodara Jadrolinije. Brod je izgrađen 2002. godine u Grčkoj, a u redovnu plovidbu uveden je 4. srpnja 2003. godine.
Brod ima kapacitet prijevoza 1000 osoba i 200 automobila. Može postići optimalnu brzinu od 14 čvorova.
Trajekt najčešće plovi na linijama splitskog područja: Split - Stari Grad (Hvar) i Split - Supetar (Brač).

## Vanjske poveznice
|  | Zajednički poslužitelj ima još gradiva o temi M/T Tin Ujević |